# Kirchdorf (powiat Mühldorf am Inn)
Kirchdorf – miejscowość i gmina w Niemczech, w kraju związkowym Bawaria, w rejencji Górna Bawaria, w regionie Südostoberbayern, w powiecie Mühldorf am Inn, wchodzi w skład wspólnoty administracyjnej Reichertsheim. Leży około 25 km na południowy zachód od Mühldorf am Inn, przy drodze B12.

## Dzielnice
- Berg
- Fürholzen
- Kirchdorf

## Demografia
| Rok  | Liczba mieszk. |
| ---- | -------------- |
| 1970 | 1 082          |
| 1987 | 1 162          |
| 2000 | 1 260          |
| 2005 | 1 291          |

### Struktura wiekowa
Dane o ludności z 31 grudnia 2008:
| Opis                                | Ogółem | Ogółem | Kobiety | Kobiety | Mężczyźni | Mężczyźni |
| ----------------------------------- | ------ | ------ | ------- | ------- | --------- | --------- |
| Jednostka                           | osób   | %      | osób    | %       | osób      | %         |
| Populacja                           | 1295   | 100    | 630     | 48,65   | 665       | 51,35     |
| Wiek przedprodukcyjny (0–17 lat)    | 270    | 20,85  | 132     | 10,19   | 138       | 10,66     |
| Wiek produkcyjny (18–65 lat)        | 793    | 61,24  | 374     | 28,88   | 419       | 32,36     |
| Wiek poprodukcyjny (powyżej 65 lat) | 232    | 17,92  | 124     | 9,58    | 108       | 8,34      |

## Polityka
Wójtem gminy jest Johann Haslberger, rada gminy składa się z 12 osób.
|      | FWG | FWGB | FWGF | Razem |
| 2008 | 5   | 5    | 2    | 12    |
| 2002 | 6   | 4    | 2    | 12    |